# Гавличкув-Брод (округ)
Гавличкув-Брод (чеськ. Okres Havlíčkův Brod) — адміністративно-територіальна одиниця в краю Височина Чеської Республіки. Адміністративний центр — місто Гавличкув-Брод. Площа округу — 1 264,95 кв. км., населення становить 94 649 осіб.
До округу входять 120 муніципалітетів, з котрих 8 — міста.